# Margarete I.
Margarete I. von Elsass (französisch Marguerite d’Alsace; * um 1145; † 15. November 1194 im Schloss Male bei Brügge) war ab 1171 durch Heirat Gräfin von Hennegau und ab 1191 aus eigenem Recht Gräfin von Flandern.

## Leben
Margarete war die dritte Tochter des Dietrich von Elsass, der 1128 die Grafschaft Flandern geerbt hatte, und der Sibylle von Anjou.
Um 1160 heiratete Margarete den Grafen Rudolf II. von Vermandois und  Valois († wohl am 17. Juni 1167). Dieser zog sich jedoch um 1163 die Lepra zu und seine noch nicht vollzogene Ehe mit Margarete wurde aufgelöst. In zweiter Ehe vermählte sich Margarete im April 1169 mit Balduin V., der 1171 Graf von Hennegau wurde. Diese Heirat war von ihrem Bruder Philipp von Elsass vereinbart worden, um die Versöhnung zwischen Flandern und dem Hennegau nach den langen Streitigkeiten zwischen den beiden Ländern zu bekräftigen. Als Mitgift erhielt Margarete eine jährliche Rente von 500 Pfund, die aus den in Bapaume erhobenen Steuern bezahlt wurde. Mit Balduin hatte sie sieben Kinder:
- Isabella (* 1170; † 1190), ⚭ Philipp II. August, König von Frankreich
- Balduin (* 1171; † 1205), Graf von Flandern und Hennegau, Lateinischer Kaiser von Konstantinopel
- Philipp I. (* 1175; † 1212), Markgraf von Namur
- Jolante (* 1175; † 1219) ⚭ Peter II. von Courtenay, Lateinischer Kaiser von Konstantinopel
- Heinrich (* 1176; † 1216), Lateinischer Kaiser von Konstantinopel
- Sibylle (* 1179; † 1217) ⚭ Guichard IV. († 1216), Herr von Beaujeu und Montpensier
- Eustach († 1216), Regent des Königreichs Thessaloniki

Als sich Philipp von Elsass, der von seiner Gattin Elisabeth von Vermandois keine Kinder hatte, 1177 auf einen Kreuzzug ins Heilige Land begab, vertraute er die Regierung Flanderns für die Zeit seiner Abwesenheit Margarete und deren zweitem Gatten Balduin V. an. Im August 1183 unternahm Margarete eine bis zum Oktober 1183 dauernde  Pilgerfahrt nach Saint-Gilles in der Provence.
Nach dem Tod ihres kinderlosen Bruders Philipp von Elsass während der Belagerung von Akkon (1. Juni 1191) bemächtigte sich Margarete der Herrschaft über die Grafschaft Flandern, die ihr schon 1177 auf einer großen, in Lille abgehaltenen Versammlung gehuldigt hatte. In der Folge regierte sie Flandern gemeinsam mit ihrem zweiten Ehemann (als Balduin VIII. gezählt), doch blieb ihr Anspruch auf das reiche Land nicht unbestritten, denn in der Witwe Philipps, Mathilde von Portugal, sowie in König Philipp II. August erwuchsen ihr Konkurrenten. Der französische König, der anfangs auf das Artois und später auf ganz Flandern als Mitgift seiner Gattin Isabella Anspruch erhob, drohte Balduin mit einer militärischen Intervention. Schließlich einigten sich die Streitparteien im Vertrag von Arras (Oktober 1191) darauf, dass Balduin und Margarete gegen ihre Anerkennung als rechtmäßige Herrscher Flanderns Philipp II. August das Artois sowie weitere Gebiete abtraten und dass auch Mathilde von Portugal einen Teil Flanderns als Wittum erhielt. Im März 1192 wurde Balduin zusammen mit seiner Gemahlin durch den französischen König mit der Grafschaft belehnt, musste sich aber zur Zahlung von 5000 Silbermark an die Krone verpflichten.
Gegen Lebensende trat Margarete durch Schenkungen an verschiedene religiöse Einrichtungen hervor. Im Mai 1194 litt sie an einer Krankheit und reiste per Schiff nach Mons, wo sie sich vorübergehend wieder erholte. Bei ihrer Rückkehr nach Brügge wurde sie erneut krank und starb im November 1194 im Schloss Male ein Jahr vor ihrem Gemahl. Sie vererbte Flandern ihrem ältesten Sohn, der ihr als Balduin IX. nachfolgte. Ihre letzte Ruhestätte fand sie in der späteren Sint-Donaaskathedraal zu Brügge. Ihr Sarg wurde vor dem Hochaltar der Kathedrale aufgestellt, aber 1352 in einen Seitenchor verlegt, um Platz für ein Grabmonument des verstorbenen Grafen Ludwig I. von Flandern zu schaffen. Ihr Gemahl Balduin wurde nach seinem Tod  nicht wie üblich an der Seite seiner Gattin, sondern in der Kirche Sainte-Waudru beigesetzt.

## Quelle
- Gislebert von Mons: Chronicon Hanoniense. Herausgegeben von Wilhelm Arndt. In: Georg Heinrich Pertz (Hrsg.): Historici Germaniae saec. XII. 1 (= Monumenta Germaniae Historica. 1: Scriptores. 5: Scriptores (in Folio). Bd. 21, ISSN 0343-2157). Hahn, Hannover 1869, S. 481–601, passim.